# ميخائيل زورابوف
ميخائيل زورابوف (بالإنجليزية: Mikhail Zurabov)‏‏ (3 أكتوبر 1953 في سانت بطرسبرغ - ) دبلوماسي، وسياسي من الاتحاد السوفيتي.

## الجوائز
- نيشان الاستحقاق الوطني في روسيا من الدرجة الرابعة